# Colomys goslingi
Colomys goslingi es una especie de roedor de la familia Muridae. Es la única especie del género Colomys, aunque quizá se trate de un complejo de especies.

## Distribución geográfica
Se encuentra en Angola, Burundi, Camerún, República del Congo, República Democrática del Congo, Guinea Ecuatorial, Etiopía, Gabón, Kenia, Liberia, Ruanda, Sudán del Sur, Uganda, y Zambia.

## Hábitat
Su hábitat natural son: las tierras bajas húmedas bosques, húmedos Clima tropical o Clima subtropical, montañas húmedas, sabanas subtropicales o tropicales, estacionalmente húmedas o inundadas, pastos, y ríos,